# Fred Dryer
John Frederick Dryer (Hawthorne, 6 de julio de 1946) es un actor y exjugador de fútbol americano estadounidense que jugó en la NFL durante trece años. Participó en 176 juegos de liga iniciando en 1969 para los equipos New York Giants y Los Angeles Rams.
Luego de su retiro, Dryer tuvo una exitosa carrera como actor de cine y televisión, logrando reconocimiento al protagonizar la serie Hunter.

## Filmografía

### Cine y televisión
- 2020 - Influence
- 2018 - Bumblebee
- 2018 -  Navy: Investigación criminal
- 2015 -  Agente X
- 2015 -  Agentes de S.H.I.E.L.D.
- 2014 -  Crisis
- 2013 -  Falsa culpable
- 2013 -  The Millers
- 2013 -  Snake & Mongoose
- 2013 -  The Exes
- 2009 -  Accidentally on Purpose
- 2005 -  Suits on the Loose
- 2005 -  Terapia en familia
- 2003 -  Fire Over Afghanistan
- 2003 -  Hunter
- 2003 -  Hunter: Back in Force
- 2002 -  Hunter: Return to Justice
- 2002 -  La Liga de la Justicia
- 2000 -  Highway 395
- 2000 -  Amenaza en el bosque
- 2000 -  Cazatesoros
- 2000 -  The Independent
- 1999 -  Stray Bullet
- 1997-1998 - Diagnóstico asesinato
- 1998 - Pregúntale a Harriet
- 1995-1996 - Land's End
- 1995 - El regreso de Hunter
- 1994 - Ajuste de cuentas
- 1984-1991 - Hunter
- 1988 - Mickey's 60th Birthday
- 1982-1987 - Cheers
- 1987 - Muerte antes que deshonor
- 1984 - Los locos del Cannonball, segunda parte
- 1984 - Hart y Hart
- 1984 - The Fantastic World of D.C. Collins
- 1983 - The Rousters
- 1983 - The Rousters
- 1983 - A Girl's Life
- 1982 - Algo tan perfecto
- 1982 - Chips
- 1982 - Un chico cualquiera
- 1981 - Fabricante de estrellas (The Star Maker)
- 1981 - Lou Grant
- 1980 - Laverne y Shirley
- 1976 - Gus

## Clubes
- New York Giants (1969–1971)
- Los Angeles Rams (1972–1981)